# Крисфалуси, Джон
Ма́йкл Джон Крисфалу́си (англ. Michael John Kricfalusi, род. 9 сентября 1955, Шикутими, Квебек), также известный как Джон К. (англ. John K.) — американский мультипликатор канадского происхождения, создатель «Шоу Рена и Стимпи», «The Ripping Friends», «The Goddamn George Liquor Program» и др. Также основатель анимационной студии Spümcø International. Свои неудачные работы подписывает как Raymond Spum (на 2008 год Рэймонд Спам указан в титрах лишь одного мультфильма, эпизод «Nurse Stimpy» Шоу Рена и Стимпи). Джон Крисфалуси удостоен нескольких наград «Энни», в том числе за производство мультипликации для рекламы.

## Карьера

### Детство
Фамилия Крисфалуси имеет русинско-венгерское происхождение: дед Джона, русинский православный священник, иммигрировал в Канаду, когда его отец был ещё младенцем. Джон Крисфалуси в интервью рассказывает, что с детства любил мультфильмы. Чтобы научиться рисовать своих любимых мультипликационных персонажей, он покупал книжки-раскраски, но герои в них часто были нарисованы иначе, нежели в мультфильмах, и долгое время он не мог понять, в чём тут дело. Когда Крисфалуси было 11 лет, его друг Пэт Лэхи дал ему почитать книгу Прэстона Блэйра, и это полностью изменило его жизнь.

### Карьера мультипликатора, работа с Ральфом Бакши
До 1985 года Джон Крисфалуси работал мультипликатором на различных студиях, занимаясь производством т. н. «субботних утренних шоу» — низкорейтинговых низкобюджетных мультсериалов, играющих роль «наполнителя» эфира, таких как «Fat Albert» или «The Cosby kids». Сам Крисфалуси наиболее достойной работой того периода считает возвращение мультсериала Джетсоны. В 1985 году Крисфалуси, как он сам это называет, был «спасён» режиссёром Ральфом Бакши, который пригласил его на работу в свою студию. Первой самостоятельной работой Крисфалуси стал музыкальный клип на песню группы The Rolling Stones «Harlem Shuffle» (1986 год). Наиболее примечательным проектом под началом Бакши Крисфалуси считает сериал «Mighty Mouse: The New Adventures», основанный на оригинальных персонажах Terrytoons и выходивший в период с 1987-го по 1988-й гг. Крисфалуси самостоятельно режиссировал 8 из 26 эпизодов, а также контролировал производство сериала.

### Рен и Стимпи
В 1988 году Крисфалуси совместно с аниматорами Джимом Смитом, Бобом Кэмпом и Линни Нэйлор основал собственную студию анимации под названием Spümcø International. Вскоре он продал права на Рена и Стимпи телевизионному каналу Nickelodeon. Spümcø занималось производством мультсериала в период с 1990 по 1992 год. Nickelodeon и Крисфалуси часто испытывали разногласия по поводу производства сериала, в том числе касательно уровня насилия в шоу и спорного, местами откровенно провокационного юмора. Это, плюс постоянное несоответствие графику выхода премьерных эпизодов, поставило точку в его отношениях с Nickelodeon: в 1992 году Джона Крисфалуси уволили с работы над сериалом. Сам Крисфалуси отмечает, что продюсеры не понимали идею мультфильма и что такое мультипликация в принципе.
Nickelodeon передал производство сериала новообразованной студии Games Animation, которую возглавил Боб Кэмп. Games Animation продолжила выпускать новые эпизоды до закрытия шоу в 1996 году.

### Web-анимация и музыкальные клипы
В 1996 году Джон Крисфалуси создаёт первый мультсериал на основе технологии Macromedia Flash — «The Goddamn George Liquor Program». Этот проект не вызвал интереса у телевизионных каналов и стал первым сетевым сериалом. Продолжением его стал «Weekend Pussy Hunt», второй сериал на технологии Flash.
Крисфалуси работал над различными проектами, включая интернет-мультипликацию, музыкальные клипы для Бьёрк и Tenacious D, на стыке 1999-го и 2000-го он режиссировал и работал над анимацией некоторых эпизодов мультсериала Yogi Bear.
В 2000-м и 2001-м гг. Крисфалуси работал над двумя эпизодами сериала The Jetsons. В 2001—2002-м он создал сериал «The Ripping Friends», в основу которого легли персонажи, придуманные Крисфалуси ещё в 1988 году. Сериал транслировался на канале FOX Kids и был закрыт по окончании 1-го сезона.

### Реклама
Первые эксперименты в области рекламы Крисфалуси предпринял ещё во время работы над «Шоу Рена и Стимпи». Он использовал пародию на рекламу в том виде, в каком она фигурировала в детских телепрограммах 50-60 гг. (обязательными атрибутами которой были мультипликационные персонажи и рекламная песенка с легкозапоминающимся мотивом). Объектами рекламы Крисфалуси выбрал вымышленные товары (такие как накладные варикозные вены, делающие их носителя более взрослым в глазах окружающих, несуществующий бренд тостов и знаменитое «бревно», способное, как убеждает поддельная реклама, заменить детям их любимые игрушки). Пародия возымела совершенно неожиданный эффект: телезрители завалили создателей сериала письмами, в которых рассказывали, как их дети, увидев рекламу в мультсериале, шли в магазин и спрашивали, нет ли в продаже этих товаров.
Позднее Джон Крисфалуси повторил свои эксперименты, но уже в качестве серьёзного рекламиста. Он создал мультипликационные рекламные ролики для различных брендов, в числе его заказчиков были Nike, Aoki Pizza, Old Navy. Созданные им в 1998 году ролики для Old Navy («Big Pocket Jeans» и «Flare Jeans»), выполненные в уже знакомой зрителю стилистике, имитирующей анимационную рекламу 50-х годов, снова имели неожиданный успех: дети присылали на телевидение письма, в которых просили сделать мультфильм с участием героев рекламы.

### ВозвращениеРена и Стимпи
В 2002 году Viacom (владелец Nickelodeon) предложила Крисфалуси возобновить работу над «Шоу Рена и Стимпи» для другого его дочернего предприятия TNN (позднее Spike TV). Проект получил название Ren & Stimpy «Adult Party Cartoon». Поскольку Spike TV был ориентирован на более взрослую аудиторию, нежели Nickelodeon, руководство канала позволяло затрагивать в шоу различные спорные темы, что развязывало мультипликаторам руки. Большинство обыгрываемых в шоу ситуаций были предложены поклонниками, некоторые являлись отклонёнными в своё время руководством Nickelodeon. Однако неспособность Крисфалуси сдавать проект в срок и соблюдать график вновь сыграла свою роль: из шести эпизодов в эфир вышли только три. Это обстоятельство, а также негативная критика новых эпизодов, вынудили Spike TV закрыть шоу.

### John K. Stuff
В феврале 2006-го Крисфалуси начал вести собственный блог, John K. Stuff!, на страницах которого он делится критическими замечаниями в адрес современных анимационных шоу и ведёт рассказ об истории мультипликации.

### Cans Without Labels
В 2012 создал Kickstarter для нового мультика Cans Without Labels.

## Влияния
По его собственным словам, на Крисфалуси сильное влияние оказали такие мультипликаторы как Боб Клампетт, Чак Джонс, Эд Бинидикт, а своими кумирами он называет Фрэнка Синатру, Кирка Дугласа, Элвиса Пресли, Тэкса Эвери, Милта Гросса, Эла Джолсона, Бинга Кросби, Роберта Райана, Дина и Дон Мартин.

### Интервью и статьи
- Jason Chimera’s interview with John K.
- Nick Digilio’s interview (WGN Radio in Chicago) with John K.
- John K. Gets Cartoony at L.A. Gallery
- John K’s Guide to Surviving the End of Television
- The Onion AV Club
- The Completely Uncensored Unbelievably True Ren & Stimpy Story! by Brandon Finkler, Part 1
- The Completely Uncensored Unbelievably True Ren & Stimpy Story! by Brandon Finkler, Part 2
- The Completely Uncensored Unbelievably True Ren & Stimpy Story! by Brandon Finkler, Part 3